# Ni Zan

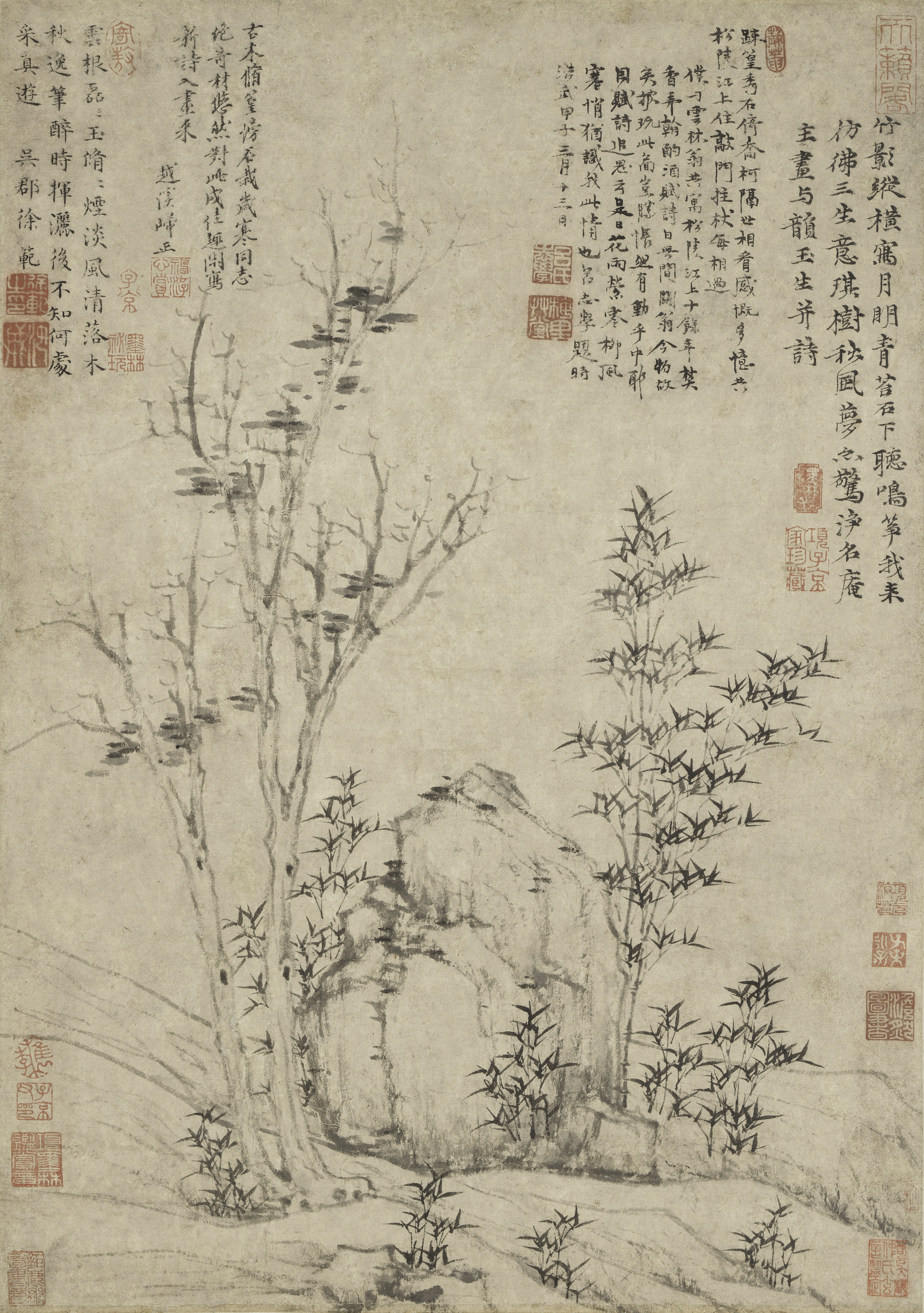
Herbstwind in Edelsteinbäumen

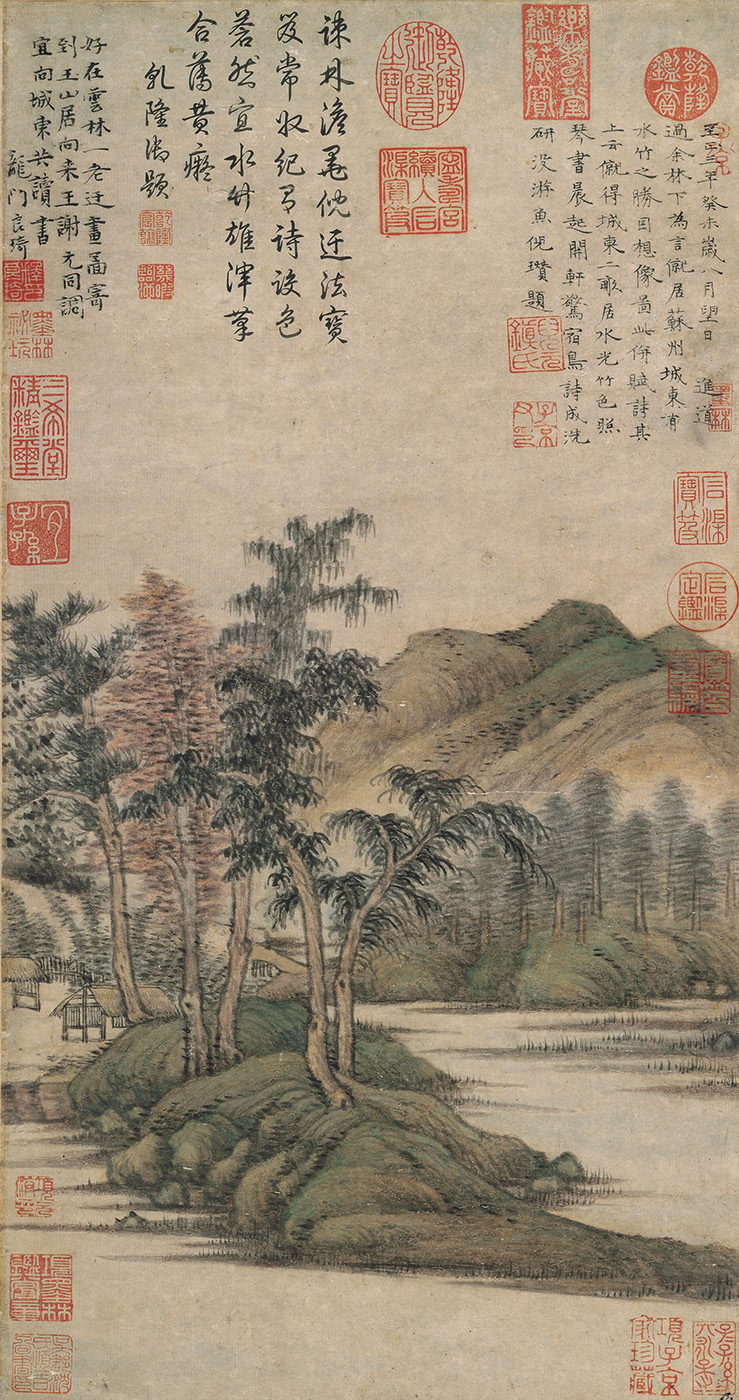
Wasser- und Bambuswohnung

Ni Zan (倪瓚; Pinyin: Ní Zàn; Wade–Giles: Ni Tsan; * 1301 oder 1306; † 1374) war ein chinesischer Literatenmaler aus Wuxi (Jiangsu).  

## Malerei
Zusammen mit Huang Gongwang (1269–1354), Wu Zhen (1280–1354), Wang Meng († 1385) gehört Ní Zàn zu den „Vier Meistern“ der Landschaftsmalerei der Yüan-Zeit (元四家 Yuánsìjiā). Ausgehend von den alten Meistern, entwickelten diese neue Blickwinkel und Perspektiven, Entwürfe im Bildaufbau und Variationen einer freieren Strichtechnik.
Ni Zan sagt zu seiner Malerei: „Meine Bambusmalerei ist Abbild des schöpferischen Geistes in meinem Herzen.“
Ni Zans Prinzip ist es, mit spärlichen Strichen und wenigen Farben die Vielzahl der Dinge zu zeigen. Er strebte nicht danach, Objekte genau wiederzugeben. Was ihn interessierte, war sein Eindruck von einem Gegenstand. Eine verschwommene kann lebendiger sein als eine lebensnahe Darstellung. Ni Zans Landschaften sind deshalb unkompliziert mit keiner Farbe und ohne Figuren. Außerdem hat Ni Zan sein ganzes Leben dieselbe chinesische Landschaft gemalt.
Ni Zan wandte gerne das Kompositionsschema „ein Fluss, zwei Ufer“ an, typisch sind ferner eine „Ästhetik der Reinheit, Gelöstheit und Verlassenheit“.

## Dichtung
Seine dichterischen Werke sind in der Sammlung Ní Yúnlíntáng xiānsheng shījí (倪云林堂先生诗集) enthalten. Ein berühmter Druck vom Anfang der Ming-Dynastie wurde in der Buchreihe Sibu congkan reproduziert. Darin ist auch das Werk Yúnlíntáng yǐnshí zhìdù jí 云林堂飲食制度集 [Sammlung von Diätetik-Systemen des Wolkenwald-Studios] enthalten, eine für die Geschichte der chinesischen Ess- und Trinkkultur bedeutsame Quelle.